# The Crags
The Crags est un groupe de rock basé à Genève (Suisse), créé en 2009. Ses influences sont principalement le rock et la pop anglo-saxonne allant du vintage aux sons actuels. Il est également connu sous son ancien nom "Drama" (2004-2009).

## Membres
- Sylvain Demierre : Chant, Guitare
- Philippe Weyermann : Claviers
- Tristan Bodmer : Batterie

## Anciens membres
- John Pash : Guitare, Chant (2009-2013)
- Oscar Martensson : Basse (2009-2018)
- Bloody Matt Anderson : Guitare, Chant (2013-2021)

## Biographie
Le groupe est né des cendres de son ancienne formation, alors appelé Drama. Formé en 2004, celui-ci sort un premier album en 2006 du nom de "A morning after..." dont l'une des chansons sera repérée et régulièrement diffusée sur les ondes de la radio Couleur 3. Par la suite s'enchaînent de nombreux concerts principalement en Suisse romande et France voisine.
En 2009, Drama devient The Crags après un changement dans la formation du groupe puis publie la même année un 12 titres éponyme. Cette nouvelle étape est suivie par de nombreux concerts dont le Montreux Jazz Festival 2010 (Music in the park),,Festival Rock en Stock 2010 (Pas-de-Calais), un concert à Londres, le Festival Balélec 2011 ainsi qu'une diffusion régulière sur Couleur 3 et une session sur "Musicomax" (émission musicale sur la Radio télévision suisse).
En 2012, le groupe sort un nouveau EP 4 titres intitulé "Loola Loola!" sous forme de vinyle. La version téléchargeable de ce nouvel opus se retrouvera également sur certaines plateformes telles que Bandcamp, iTunes.
En juin 2014 sort un nouvel EP sous forme de CD,  " The universal part of love" qui constitue la suite de son prédécesseur. Celui-ci inclut les quatre titres du disque "Loola Loola!" combinés avec 6 nouvelles chansons, enregistrés chez Rec Studio à Genève en avril de la même année.
À cette occasion, un clip est tourné pour la chanson "Barrel of a gun" ; un single de l'album qui ne tardera pas à se retrouver en rotation sur les ondes de la radio Couleur 3 dès la sortie du CD. La publication de ce nouveau disque donne lieu à une série de concerts, dont plusieurs festivals, notamment le Caribana Festival (le groupe partageant l'affiche ce soir-là avec des groupes tels que Queens of the stone age, Miles kane, kodaline) ainsi que le festival des Mardisablés.
En attendant la sortie d'un nouvel album en pleine écriture, une nouvelle chanson intitulée "Please, sniff the air" est enregistrée en juin 2015 et publiée fin août de la même année, accompagnée de son clip sur Youtube, gratuitement téléchargeable sur les plateformes usuelles d'écoute.
A la fin du mois de septembre 2017, le groupe revient sur le devant de la scène avec un nouvel album, "Overgrown", composé de onze titres totalement inédits. Cet opus est enregistré au mois d'avril de la même année et paraît sous la forme d'un vinyle 33 tours ainsi qu'au format cd. La sortie de cet album coïncide également avec le début de la collaboration du groupe avec le label indépendant genevois Urgence Disk, lequel contribue aussi à cette parution. Deux singles extraits de ce nouvel album, "Artefact" et "Frequency", feront l'objet de clips, diffusés sur Youtube le mois précédent. Afin de promouvoir le nouvel album, le groupe effectuera plus d'une vingtaine de concerts sur une période d'une année, principalement en Suisse, avec notamment un passage de plusieurs dates en Europe de l'Est au sein de sa tournée.
À la suite d'un changement de line-up en 2021, la formation devient un trio et se consacre à l'écriture d'un nouvel album sous sa nouvelle mouture dont la sortie est initialement prévue pour l'année 2023.
En février 2024, le groupe enregistre un nouvel album composé de 8 titres, "Happy animals" au Moon Studio dans la région de Vevey, paru à la fin du mois d'août 2024 sur plusieurs plateformes digitales d'écoute. La sortie de celui-ci est suivi par la diffusion de plusieurs de ses titres sur diverses radios, principalement en Suisse, mais également en France ainsi qu'en Italie.

## Discographie
- A Morning After... (Drama) 2006
- The Crags  2009
- Loola Loola !  2012
- The universal part of love  2014
- Overgrown 2017
- Happy animals 2024